# Dome (entreprise)
Pour l’article homonyme, voir Dôme.

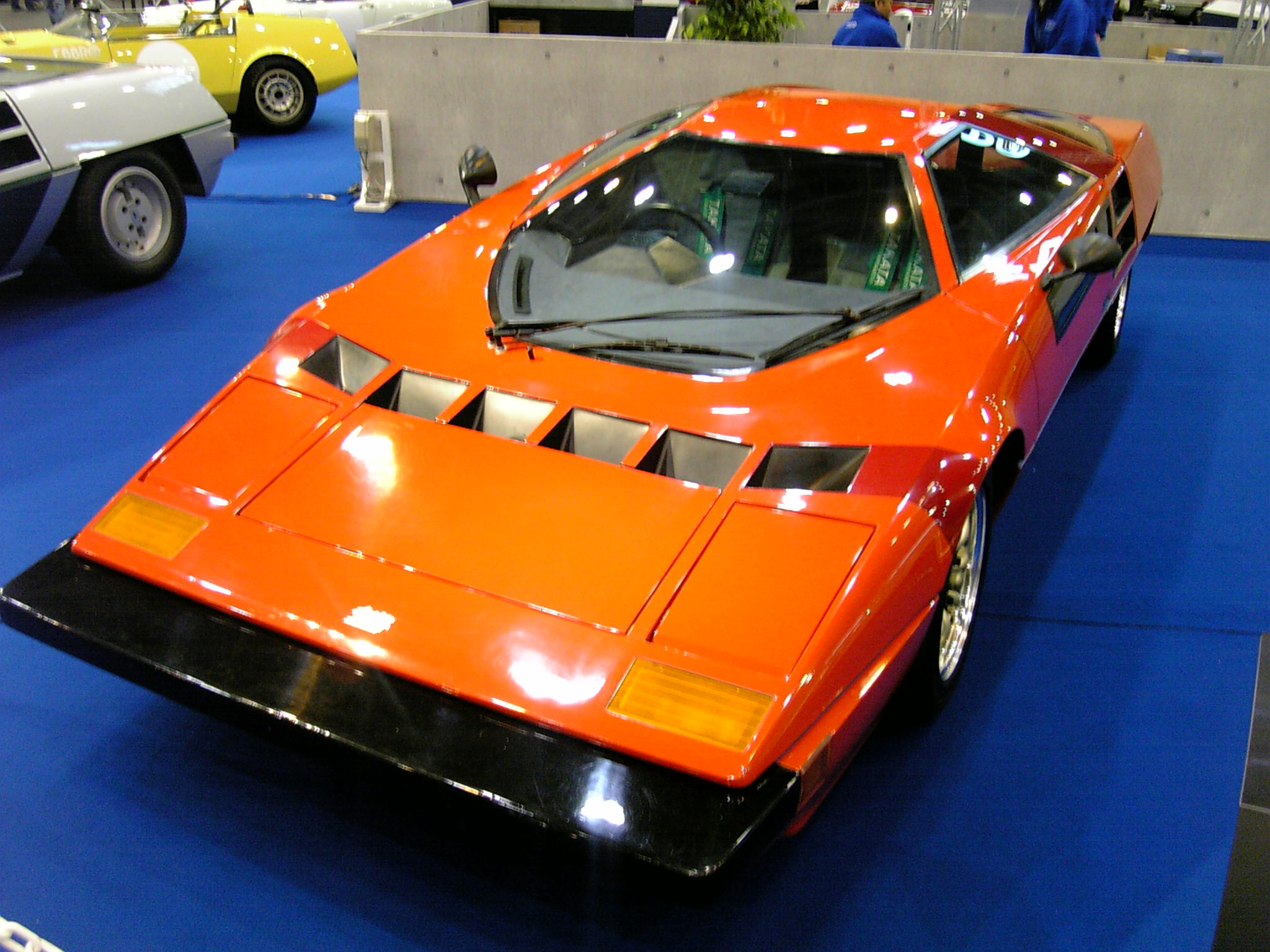
La Dome Zero P2.

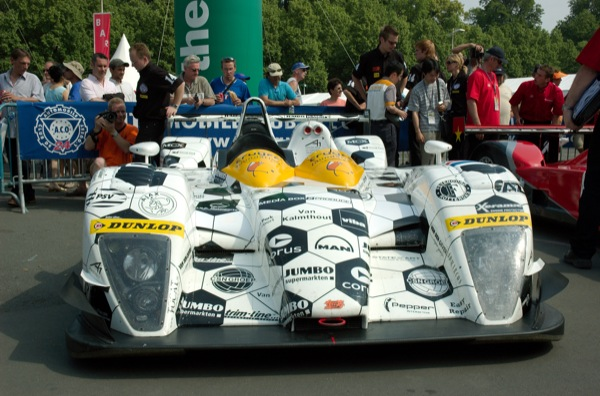
La Dome S101 aux 24 Heures du Mans.

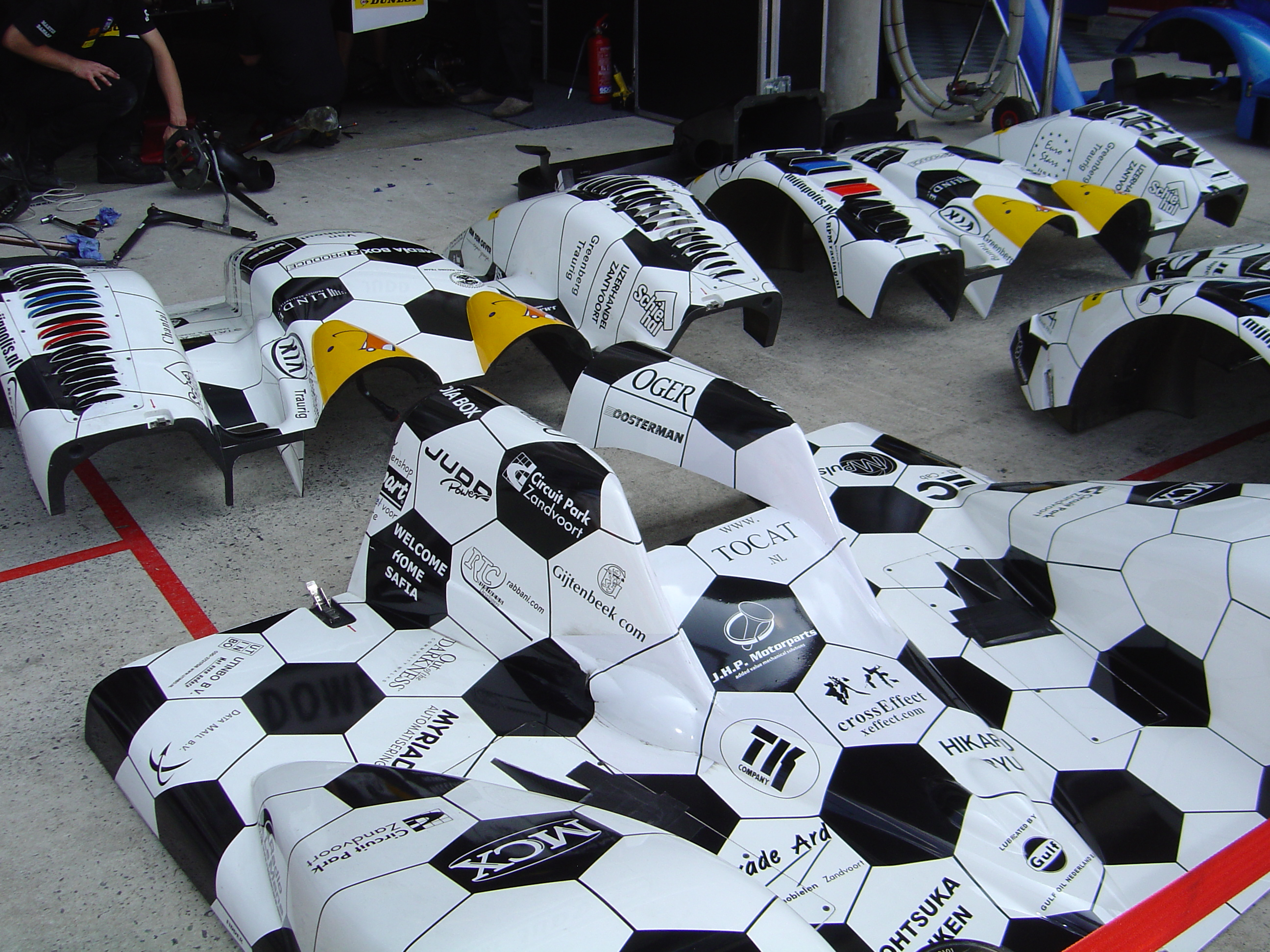
Les capots de la S101.

Dome Co. Ltd (株式会社 童夢, kabushiki gaisha dômu) est un groupe constructeur automobile japonais de voitures de course, fabriquant principalement pour la compétition automobile des monoplaces et des sport-prototypes.

## Historique
À partir de 1965, Minoru Hayashi conçoit des voitures de course à partir de modèles Honda comme le S600 ou le S800. En 1975, il fonde Dome avec l’intention de fabriquer des voitures en petites séries. Le premier prototype est produit en 1978 : il s’agit de la Dome Zero, propulsée par un moteur Nissan et présentée au Salon international de l'automobile de Genève. Cette voiture ne fut jamais homologuée pour la route par le gouvernement japonais.
Dome continua à produire des voitures de course pour le département sport de Toyota avant de devenir un partenaire de Honda.
Minoru Hayashi associé à son cousin Masakazu Hayashi fabriqua des voitures de course pour la Japan’s Formula Junior puis pour la Formule 3, avec en particulier une victoire au Grand Prix de Macao de Formule 3 en 1981 avec le pilote américain Bob Earl. Hayashi Racing a gagné deux fois le Championnat du Japon de Formule 3 en 1981 et 1984 avant de décliner et d’abandonner la compétition.
Associé à Mugen, Dome continua à courir en Formule 3000 japonaise, avec une victoire finale de Marco Apicella au Championnat du Japon de Formule 3000 1994. Puis, fin 1995, la société annonce son intention d’entrer en Formule 1 avec une voiture conçue par Akiyoshi Uko, la Dome F105. Marco Apicella en était le pilote d’essais mais le projet n’a jamais abouti et il fut arrêté lors de l’implication de Honda dans le British American Racing.
En 2001, Dome conçoit son prototype S101 pour participer aux 24 Heures du Mans et le fait évoluer jusqu’en 2007, avant d’utiliser un prototype à cockpit fermé, le S102 à partir des 24 Heures du Mans 2008. Cette année-là Dome revient officiellement avec sa propre écurie, 22 ans après la précédente apparition en 1986. Ce sera la dernière apparition de l'écurie aux 24 Heures du Mans car le S102 ne sera jamais à la hauteur des ambitions et malgré une invitation aux 24 Heures du Mans 2010, l'écurie renonce à s'aligner dans cette épreuve.
Lors d'un communiqué de presse en date du 25 août 2010, Minoru Hayashi annonce que Dome jette l'éponge en compétition automobile mais il reste ouvert à des partenariats avec des compétiteurs intéressés par les compétences développées par l'équipe en place. Toutefois, le projet posthume Isaku devrait voir le jour,.
Courant 2011, Toyota, qui s’apprête à revenir en endurance avec la TS030, fait appel à Dome pour tester son système hybride. Ces tests top secret se sont très probablement déroulés avec la S102, ce qui explique la suite : en février 2012, Dome annonce son retour aux 24 Heures du Mans avec une évolution de la S102 nommée S102.5 et engagée par le Pescarolo Team. Le châssis est propulsé par un moteur Judd. La Dome S102.5 piloté par Nicolas Minassian, Sébastien Bourdais et Seiji Ara finira la course comme non classé en raison de la fiabilité du V8 Judd qui toucha aussi les autres voitures équipées de ce moteur.
Minoru Hayashi, le président de Dome, quitte ses fonctions à la tête de la société le 31 août 2012. L'ancien team manager et coureur automobile des années 1970 Hiroshi Fushida prend alors les commandes du groupe.

## Palmarès

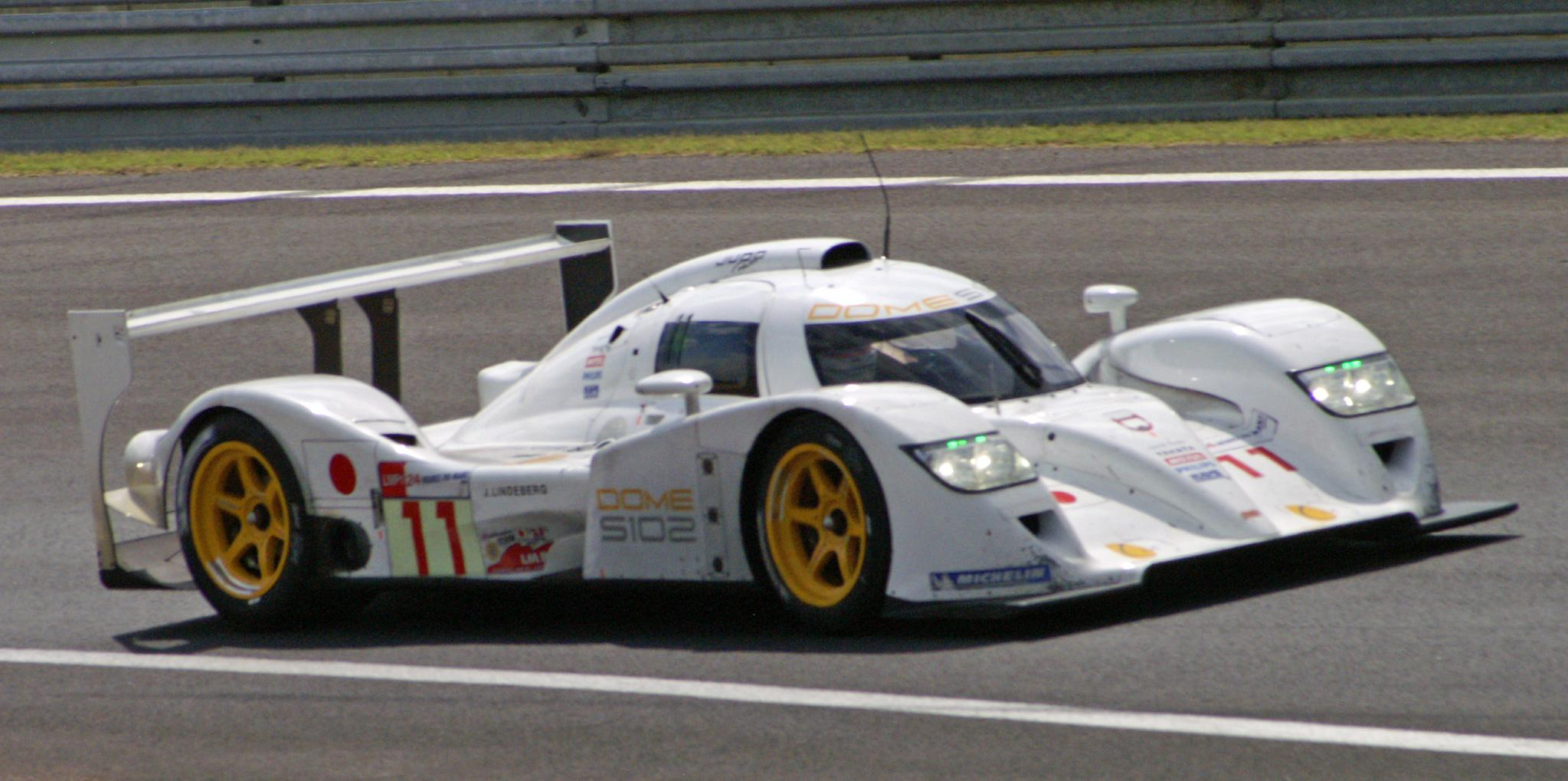
La Dome S102

- Grand Prix de Macao de Formule 3 : 1981
- Championnat du Japon de Formule 3 : 1981, 1984
- Formule 3000 japonaise : 1994
- Super GT : 2000, 2010
- FIA Sportscar : 2002, 2003